# Англійка гадить

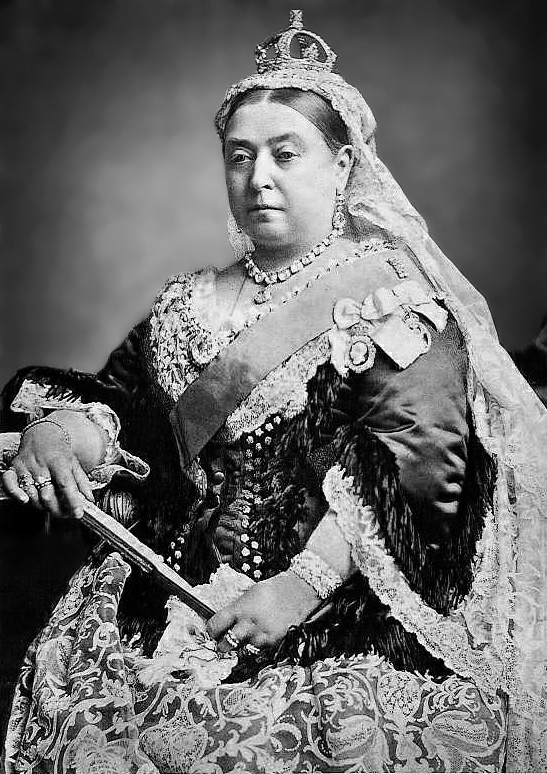
Королева Вікторія, 1887

«Англійка гадить» (рос. Англичанка гадит) — російське стійке словосполучення (фразеологізм) просторічного характеру, що означає антиросійські зовнішньополітичні дії Великої Британії. Виникло у ХІХ столітті у зв'язку з загостренням російсько-британських відносин, і його продовжують використовувати у сучасному російському суспільстві та засобах масової інформації.

## Історичні відомості
Як вказував радянський поет та літератор С. А. Малахов, з лінгвістичної точки зору цей вираз містить у собі одночасно і метонімію, і метафору. Метафора виражена метафоричним дієсловом «гадить» (від іменника «гад»), а метонімія — словом «англійка».
Вираз часто приписують російському полководцю О. В. Суворову , проте достовірних відомостей про його авторство не виявлено.

### Походження
Однією з найбільших особливостей зовнішньої політики Англії щодо її противників було те, що до захисту своїх інтересів вона залучала інші країни і прагнула мінімізувати свою участь у веденні воєнних дій, особливо з сильним противником. Загалом ставлення британського істеблішменту до дій російської армії та особистості А. В. Суворова, який очолював її у ході Італійського та Швейцарського походу, було доброзичливим, проте мало дещо своєрідний характер. Англія як член Другої коаліції, створеної проти Франції, розраховувала придбати якнайбільше вигод для себе, і при цьому її дії були спрямовані на те, щоб вести військові дії силами своїх союзників. З цього приводу Суворов у записці про підсумки кампаній 1799 року писав: «Жодна нація не виграє стільки, скільки Англія, від продовження війни». Довгий час не маючи сильної сухопутної армії, англійський уряд слідував своїй острівній традиції — фінансувати дії своїх союзників у континентальній Європі та намагатись уникати безпосередньої участі у військових діях: «Так, ведучи протягом десятиліть запеклу боротьбу з Францією, Англія майже не брала участі в боях. Ця особливість британського менталітету стала причиною того, що в Російській імперії у XIX ст. набула поширення приказка „англійка гадить“».
Після закінчення наполеонівських воєн і послаблення Франції, у чому зіграла свою роль в тому числі Російська імперія, англійський зовнішньополітичний курс був скоригований і спрямований на її геополітичне стримування і ослаблення, а керівництво Британії визначило її як нового основного потенційного противника.
Заміну назви країни позначенням «англійка» фіксують у російському фольклорі починаючи з часів Кримської війни (1853—1856) — єдиного великого зіткнення російської та англійської армій за їхню історію. У солдатських піснях часів цієї війни можна знайти такі тексти: «Вже ми пісеньки співали, Англійку дивували» (рос. Уж мы песенки певали, Англичанку удивляли). Інша пісня має наступний текст:
|  | Расскажу я, братцы, вам: С англичанкой воевал, Много горя, братцы, видел, Много бед я испытал. |

Під час Російсько-турецької війни (1877—1878) солдати також вживали слово «англійка» у значенні Англія. За свідченням медсестри Є. М. Бакуніної, цей вислів активно використовували в солдатському середовищі у зв'язку з чутками про підготовку війни багатьох країн проти Російської імперії: «Перші слова, як тільки увійдеш до відділень: „А що сестриця? Кажуть, англійка піднімається, як не соромно, сваха на свата“! Жахливо, як це всіх хвилює». Антианглійські настрої в Російській імперії підтримувало геополітичне суперництво з Британією, зокрема за панування на Балканах, у Південній і Центральній Азії, що в XIX — на початку XX століть отримало назву «Велика гра». У сатиричному оповіданні А. П. Чехова ««Новорічне катування»» персонаж Семен Степаних, схиблений на «болгарському питанні», бачить у цих проблемах англійські підступи і заявляє: «Тут Англія, брате! Будь я, анафемо, тричі проклятий, якщо не Англія!»
У роки Громадянської війни в Росії цей фразеологізм активно використовували найрізноманітніші ідеологічні противники, що мали різні погляди на розвиток країни. Так, генерал П. М. Краснов згадував, що у цей період (1918 рік) прості люди не довіряли Англії: «Міцно сиділо в простому російському народі переконання, що в рішучі хвилини успіхів росіян завжди „англійка гадить“. Але інтелігенція вся була на боці союзників і чекала на них із захопленим нетерпінням». Дем'ян Бєдний 1917 року писав: «А народ сидить та тужить: „Англійка гадить“», а Володимир Маяковський 1927 року використав у назві та вірші такий варіант, як «Англійка каламутить» (рос. Англичанка мутит). У романі Олександра Солженіцина ««Червоне колесо»» оратор В. С. Войтінський звинувачує більшовика Г. Є. Зінов'єва в тому, що той намагається переконати людей, що коаліційний уряд створюють під контролем союзників, і таким чином він стає у відоме положення міщанина: «не інакше як англійка гадить».

### Критика А. А. Долініна
Більш вірогідною є версія про те, що цей фразеологізм виник під впливом цитати з п'єси Миколи Гоголя «Ревізор», на початку якої поштмейстер Іван Кузьмич Шпекін, дізнавшись, що зі столиці в місто прямує чиновник, «глибокодумно» пояснює цю подію з геополітичного погляду: «…війна з турками буде. <…> Право, війна з турками. Це все француз гадить». Як зазначає історик О. А. Долінін, дослідник походження цього словосполучення: «Під впливом змін міжнародної обстановки та/або появи нових патріотичних фобій на місце француза могли підставлятися представники інших національностей і країн». Як підтвердження цієї тези Долінін наводить кілька фактів. Так, 1868 року в журналі «Отечественные записки» розмістили замітку наступного змісту: «Батьки наші, в нещасних обставинах, говорили глибокодумно: «Це все француз гадить»; нащадки замінили назву однієї національності іншою», а 1886 року публіцист М. В. Шелгунов про французів у цьому контексті вже не згадує: «Неодмінно нам хтось так гадить, то німець, то поляк, то жид. Право вже пора б покінчити з подібним дитинством і школярством, може, справи наші пішли б краще». За спогадами письменника Б. О. Лазаревського, коли він обговорював із А. П. Чеховим справу Дрейфуса, той зауважив йому, пославшись на слова з «Ревізора» Гоголя: «„Це все француз гадить“. Так ось і євреї гадять у справі Дрейфуса. Євреї тут ні до чого. Якби справа ця була неправа, то така людина, як Золя, не заступилася б».
На думку Долініна, наприкінці XIX — на початку ХХ століть ситуація різко змінилася, і фразу почали використовувати зі словом «англійка», що надало їй не літературний, а простонародний відтінок, оскільки в простонародді англійкою називали британську королеву Вікторію, а метонімічно — Велику Британію.
На думку Долініна, вислів «англійка гадить» почали використовувати в 1890-х роках, а особливого поширення це кліше набуло під час англо-бурської війни, коли антианглійські настрої досягли точки, «порівняної лише з реакцією на ультиматум лорда Керзона або на справу про отруєння Скрипаля та його дочки».

## У СРСР та Російській Федерації
У СРСР цей вислів використовували рідше, аніж у роки Російської імперії, але при цьому він зафіксований у «Тлумачному словнику російської мови» 1935 року у значенні — «Англійка підгадила». «Відродження» фразеологізму припало на сучасну Російську Федерацію, де його активно застосовують у різних варіантах у російському суспільстві та засобах масової інформації, особливо в періоди загострення міжнародних відносин між Великою Британією та Росією. Зафіксовано застосування фразеологізму і в художній літературі. Так, у романі «Чапаєв і Пустота» (1996) його використовують в одній зі сцен, дія якої відбувається в період Громадянської війни в Росії:
|  | — Ребята, стоп. Это измена. Барболин поднял на меня непонимающий взгляд. — Англичанка гадит, — наугад бросил я. Видимо, эти слова имели для него какой-то смысл, потому что он сразу потянул с плеча винтовку. |

Вперше опублікований у березні 2018 року, сатиричний «лист щастя» (віршований фейлетон) «Вони» («Драма у віршах») Дмитра Бикова починається монологом, у якому є такі рядки: «Нам англійка гадить, як завжди. Вона давно перед нами винна. Але ми їх острів можемо легко за допомогою «Кинджала» і «Сармата» спопелити за три хвилини в мотлох, і Дональд Трамп у душі не заперечує».
Таким чином, у сучасній Російській Федерації фразеологізм використовують представники всіх напрямків суспільної думки, перш за все як стилістичний засіб іронії, «бо для тих, хто читав „Ревізора“, <зрозуміло, що його використовують> персонажі комічні, бо над ними незримо витає тінь поштмейстера Шпекіна».